# Ferenc Csipes
Ferenc Csipes (8 mars 1965 à Budapest) est un kayakiste hongrois pratiquant la course en ligne.
Il participe aux Jeux olympiques de 1988, 1992 et 1996, remportant quatre médailles dont une d'or.